# فرودگاه صحرایی پایگاه هوایی حفافظت ملی بری
فرودگاه صحرایی پایگاه هوایی حفافظت ملی بری (به انگلیسی: Berry Field Air National Guard Base) یک فرودگاه است . این فرودگاه در شهر نشویل کشور ایالات متحده آمریکا قرار دارد .